# كاتدرائية هيرفورد
كاتدرائية هيرفورد هي كنيسة كاتدرائية للأبرشية الأنجليكانية في هيرفورد، إنجلترا. الكنز الأكثر شهرة بداخلها هو مابا موندي، وهي خريطة منذ العصور الوسطى أنشأها ريتشارد أوف هولدينجهام منذ حوالي 1300م.  الخريطة مدرجة في سجل اليونسكو لذاكرة العالم .  والكاتدرائية في الصف الأول للأبنية المُدرجة.  أصبح موقع الكاتدرائية مكانًا للعبادة في القرن الثامن أو ما قبل ذلك، بالأضافة إلى أن أقدم جزء من المبنى الحالي هو مصلى الأسقف الذي يعود للقرن الحادي عشر. 

## الأصول
الكاتدرائية مكرسة للقديسين ، القديسة مريم العذراء والقديس إثيلبرت الملك. تم قطع رأس الأخير من قبل أوفا، ملك مرسيا في عام 794. وافق أوفا على إعطاء ابنته لإيثيلبرت للزواج: لماذا غير رأيه وحرمه من رئاسه؟ يقال إن الإعدام أو القتل قد تم في ساتون، على بعد أربعة أميال (6 كيلومترات) من هيريفورد، حيث تم إحضار جثة إثيلبرت إلى موقع الكاتدرائية الحديثة من قبل «الراهب التقي». تم دفنه في موقع الكاتدرائية. قيل إن المعجزات حدثت في مقبرة إثيلبرت، وفي القرن التالي (حوالي 830) تأثر ميلفريد، أحد النبلاء المرسيانيين، بحكايات هذه الأعاجيب إلى درجة إعادة بناء الكنيسة الصغيرة التي وقفت هناك بالحجر، وتكريسها للملك القديس.
قبل ذلك، أصبح هيرفورد مقرًا لأبرشية. يُقال إنها كانت مركزًا لأبرشية في وقت مبكر من سبعينيات القرن الماضي عندما قام ثيودور الطرسوسي، رئيس أساقفة كانتربري، بتقسيم أبرشية ميرسيان في ليتشفيلد، وأسس هيرفورد. في القرن السابع ، تم تجديد الكاتدرائية من قبل بوتا، الذي استقر فيها عندما قاده اثيلريد من روتشستر. وقفت الكاتدرائية الحجرية، التي أقامها ميلفريد، لمدة 200 عام، وبعد ذلك، في عهد إدوارد المعترف، تم تغييرها. لم يكن للكنيسة الجديدة سوى حياة قصيرة، حيث تعرضت للنهب والحرق في عام 1056 على يد قوة مشتركة من الويلزية والأيرلندية تحت قيادة جروفيد أب ليويلين، أمير ويلز ؛ ومع ذلك، لم يتم تدميرها حتى أبدى الأوصياء عليها مقاومة شديدة، حيث قُتل سبعة من المدافع.

## فترة النورمان
ظلت كاتدرائية هيريفورد في حالة خراب حتى تم تكريس روبرت لورين للكرسي (جعله أسقفًا) في عام 1079 وقام بإعادة بنائه. تم تنفيذ عمله على الأرجح، من قبل رينلم ، الذي كان بعده أسقفًا واحدًا، وأعاد تنظيم كلية الشرائع العلمانية المرتبطة بالكاتدرائية. توفي رينلم في عام 1115 ، وكان خلفه الثالث روبرت دي بيتون الأسقف من فترة 1131 إلى 1148، حيث أتم الانتهاء من الكنيسة.
الكنيسة النورماندية، والأجزاء الباقية هي ممر الصحن، والجوقة حتى نوافذ علوية، وممر الجوقة، والجناح الجنوبي، والأقواس المتقاطعة. بالكاد بعد مرور 50 عامًا على اكتماله، قام ويليام دي فير، الذي احتل الكرسي من 1186 إلى 1199، بتغيير الطرف الشرقي من خلال إنشاء جوقة قديمة أو مسار موكبي وكنيسة ليدي.

## ملحقات القرن العشرين
شيد مبنى المكتبة الجديدة في أوائل التسعينيات وافتتحته الملكة إليزابيث الثانية في عام 1996. في عام 1967 مع الموضة الليتورجية الجديدة ، تمت إزالة شاشة جوقة جورج جيلبرت سكوت الحديدية إلى قطع وإهمالها. تم ترميمه منذ ذلك الحين وهو الآن في متحف فيكتوريا وألبرت.

## تغييرات القرن الحادي والعشرين
تم العمل في كاتدرائية خضراء جديدة ، مع ممرات ومقاعد ومدخل بوابات للكاتدرائية في 2010 إلى 2011.
في عام 2015 ، بدأت جهود تنسيق الحدائق والترميم في الكاتدرائية، بتمويل من صندوق اليانصيب تراثي. تضمنت هذه الجهود إعادة دفن الآلاف من الجثث، بعضها من القرن الثاني عشر إلى القرن الرابع عشر، ومقابر مبطنة بالحجارة. بشكل غير عادي، من العصور الوسطى حتى القرن التاسع عشر، كان يجب دفن أي شخص مات على أرض الكنيسة داخل الحرم. ومن بين الذين أعيد دفنهم أثناء الترميم، كان الفارس الذي ربما يكون قد شارك في المبارزة، ورجل مصاب بالجذام (كان من غير المعتاد أن يُدفن المصابون بالجذام في أي مكان بالقرب من الكاتدرائية بسبب وصمة العار المرتبطة بالمرض) ، وامرأة مصابة بمرض الجذام. واليد المقطوعة (عقوبة نموذجية للص، الذي من غير المرجح أن يتم دفنه في الكاتدرائية).
الأجراس
تضم كاتدرائية هيرفورد 10 أجراس بارتفاع 140 قدمًا (43 مترًا) في البرج. يزن جرس التينور 34 كيلوواط (1.7 طن). أقدم جرس في الكاتدرائية هو السادس الذي يعود تاريخه إلى القرن الثالث عشر. تُعرف الأجراس أحيانًا باسم «السيدة العجوز الكبرى» لأنها حلقة فريدة من الأجراس.

## معرض الصور

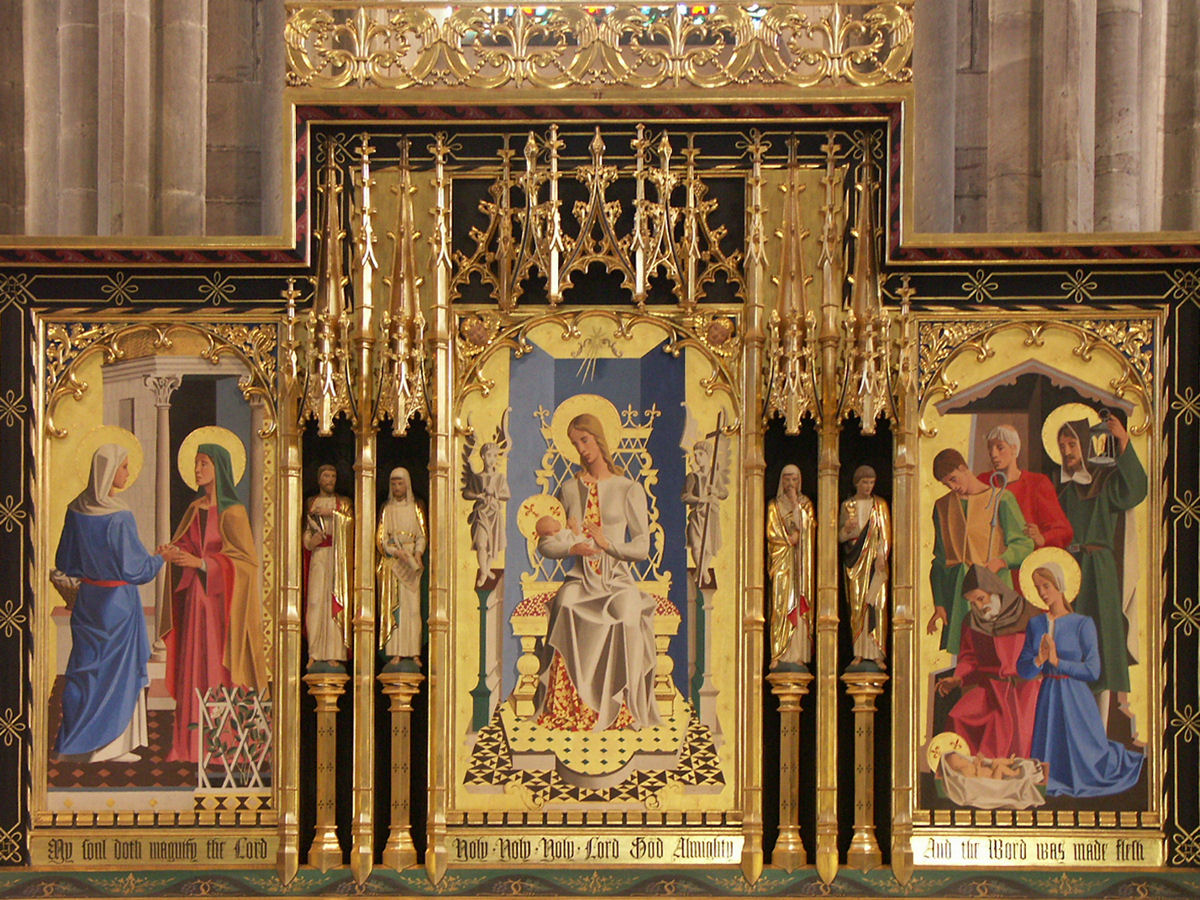
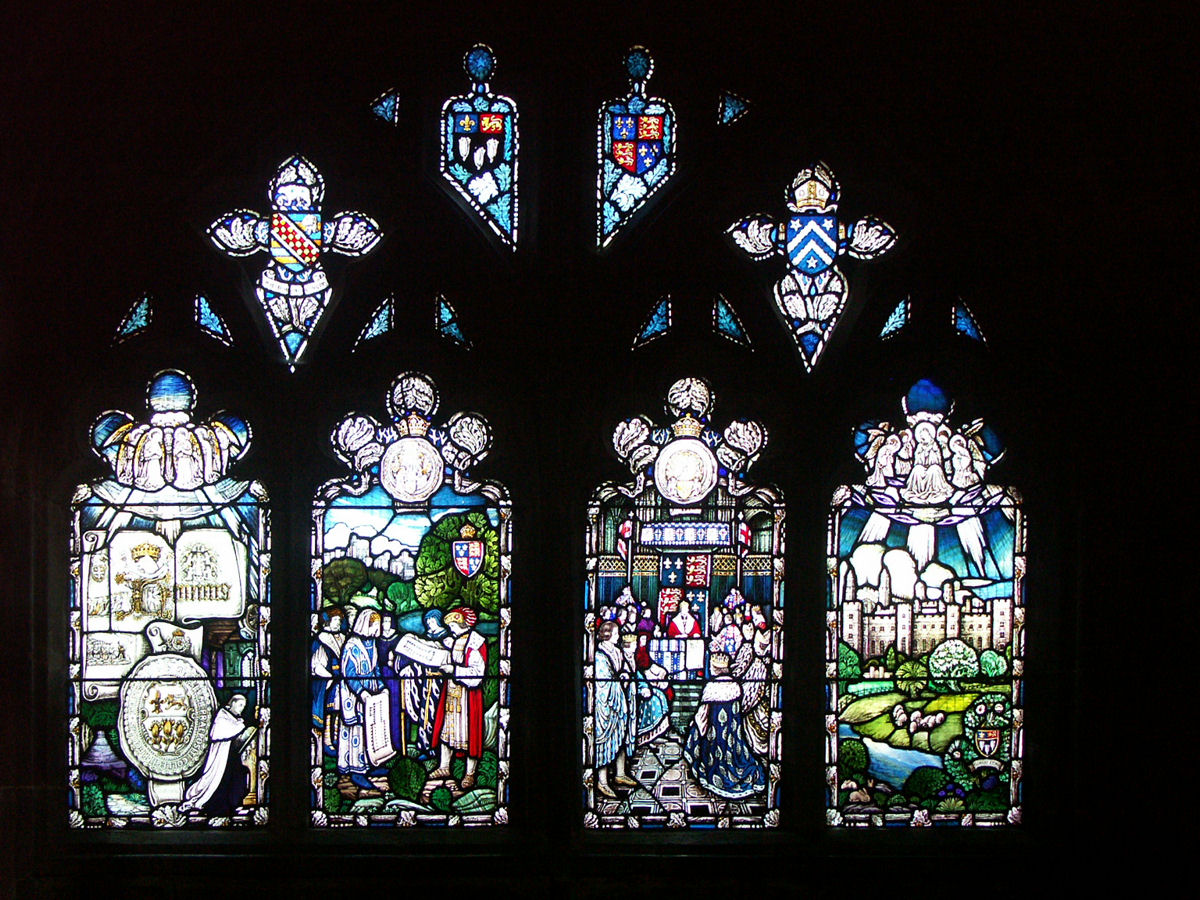
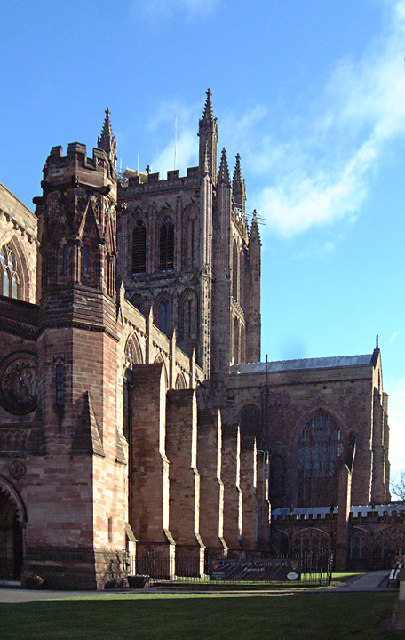
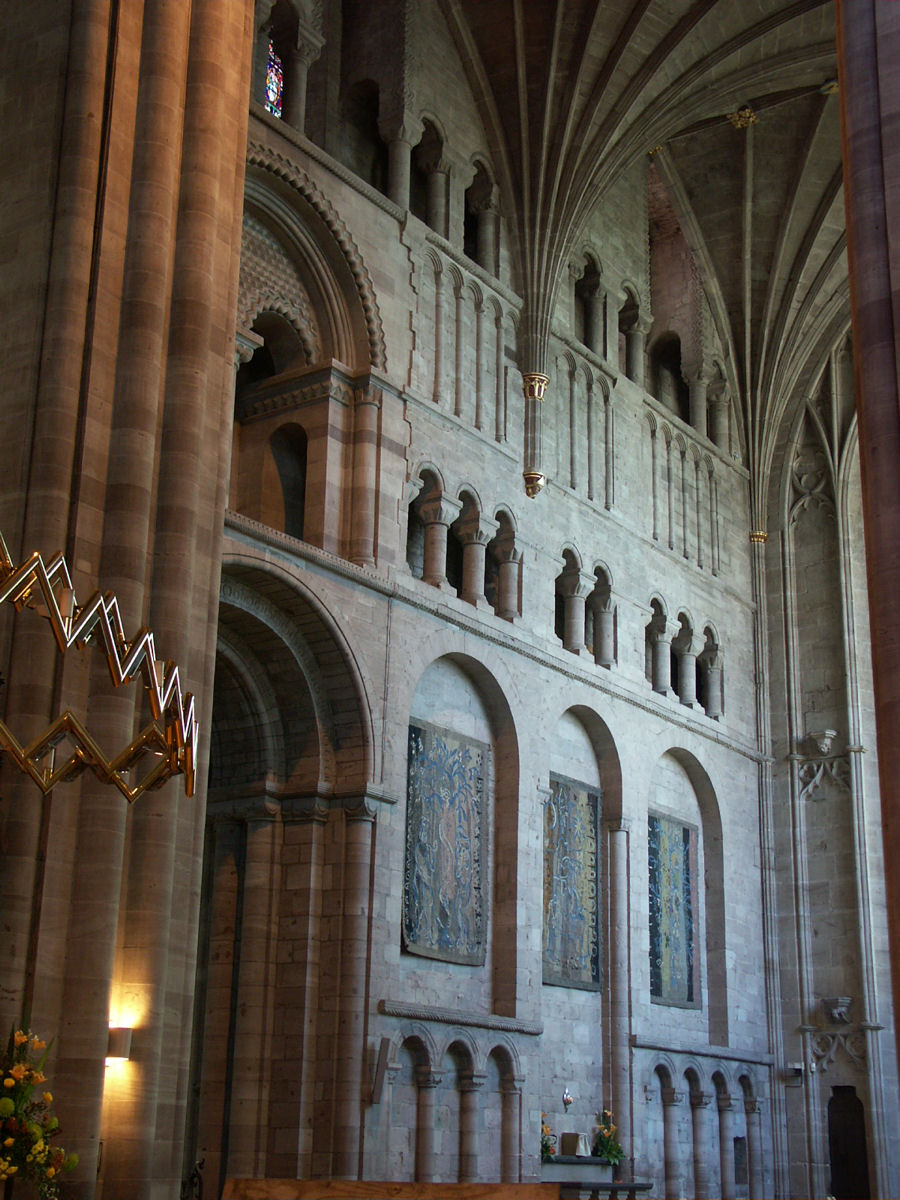
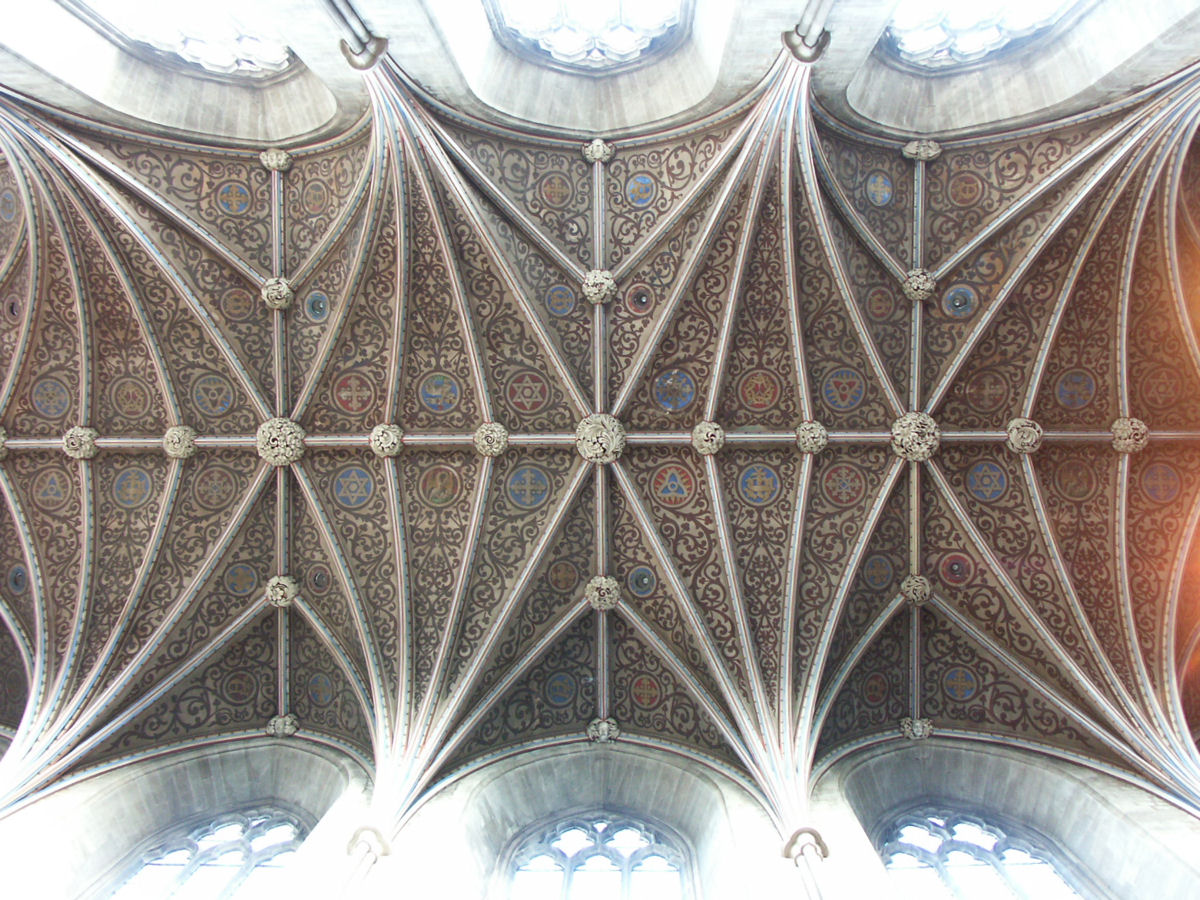
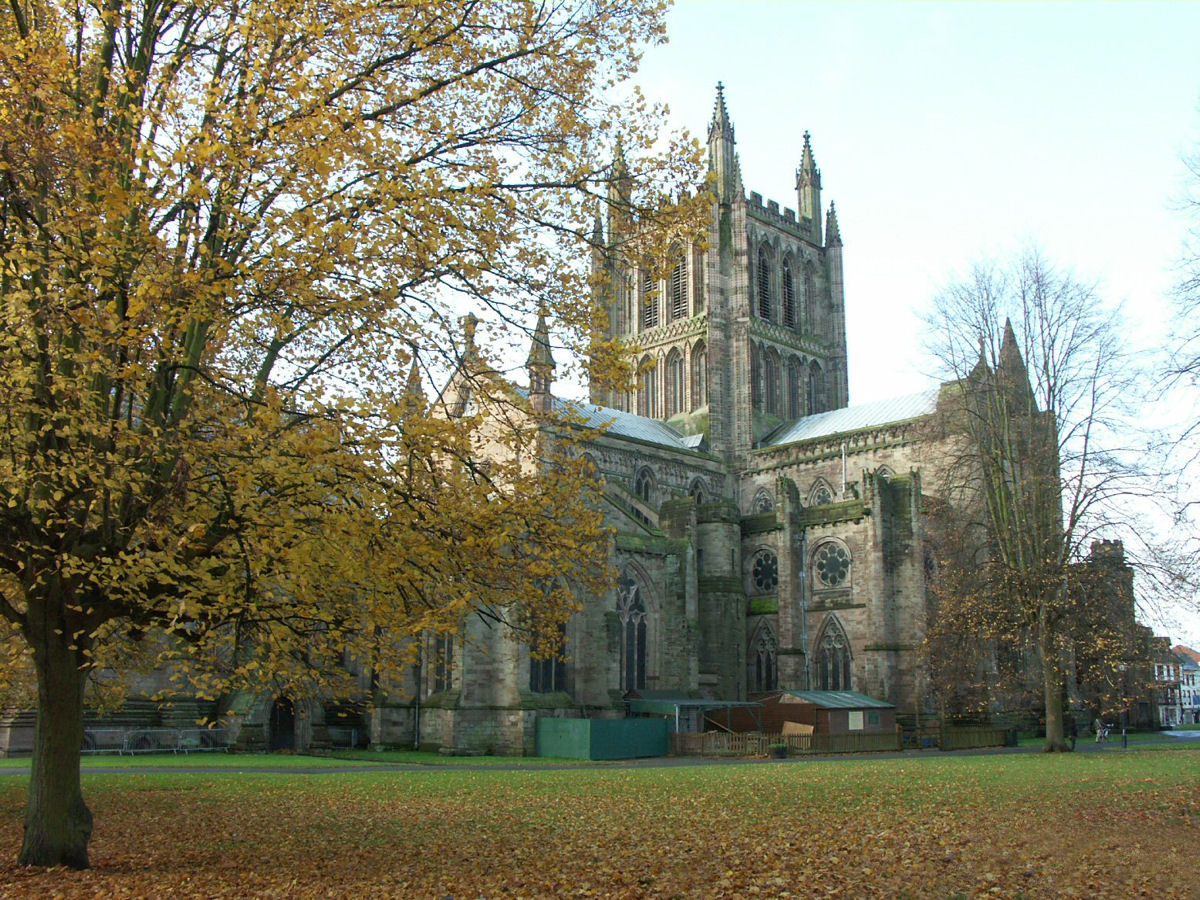

## روابط خارجية
- موقع رسمي
- مابا موندي
- تاريخ من choristers ومدرسة جوقة كاتدرائية Hereford
- صور فليكر الموسومة هنا
- "The Hereford Screen". Metalwork. متحف فكتوريا وألبرت. مؤرشف من الأصل في 2008-04-01. اطلع عليه بتاريخ 2007-09-22.